# Anapistula guyri
Anapistula guyri is een spinnensoort uit de familie Symphytognathidae. De soort komt voor in Brazilië.